# Arno Rude
Arno Rude (* 1957 in Berlin) ist ein deutscher Hörspiel- und Drehbuchautor.

## Leben
Rude erlernte den Beruf eines Facharbeiters für Nachrichtentechnik und wurde Kameratechniker beim Fernsehen der DDR. Nach dem Grundwehrdienst besuchte er drei Semester lang eine Schauspielschule und arbeitete dann als Lagerarbeiter, Verkäufer, Jugendclubleiter und kulturpolitisch-künstlerischer Mitarbeiter eines Kulturhauses. Seit 1984 ist er freiberuflich tätig.
In den 1980er Jahren wurden mehrere Hörspiele Rudes beim Rundfunk der DDR gesendet, weitere in den 1990er Jahren beim Funkhaus Berlin, dem ORB und beim MDR. 1985 erhielt er beim DDR-Hörspielpreis den Sonderpreis der Kritiker. Sein Theaterstück Zuarbeit wurde 1986 am Landestheater Halle in der Regie von Peter Sodann aufgeführt. Er schrieb für mehrere Folgen der Krankenhausserie St. Angela und eine Folge von SOKO München das Drehbuch und das Szenario für die Folge Im Regen tanzen der Serie Der Staatsanwalt hat das Wort.

## Hörspiele
- 1984: Tatbestand. Eine Sendereihe in Zusammenarbeit mit dem Generalstaatsanwalt der DDR (Folge 30: Zuarbeit) – Regie: Werner Grunow (Original-Hörspiel – Rundfunk der DDR)
  - Auszeichnung: Hörspielpreis der Kritiker (Sonderpreis), 1985
- 1985: Schmarsow – Regie: Christa Kowalski (Originalhörspiel, Kinderhörspiel – Rundfunk der DDR)
- 1986: Tatbestand. Eine Sendereihe in Zusammenarbeit mit dem Generalstaatsanwalt der DDR (Folge 32: Traumtänzerin) – Regie: Christa Kowalski (Originalhörspiel – Rundfunk der DDR)
- 1987: Jacqueline und Pierre – Regie: Christa Kowalski (Originalhörspiel, Kinderhörspiel – Rundfunk der DDR)
- 1992: Misswahl – Regie: Horst Liepach (Originalhörspiel, Kurzhörspiel – Funkhaus Berlin)
- 1993: Stahl – Regie: Werner Buhss (Hörspiel – ORB)
- 1997: Gelber Montag. Vier szenische Miniaturen eines Tages – Regie: Jürgen Dluzniewski (Originalhörspiel – MDR)